# Günter Beck (Polizeiruf)

ARD-Logo des Polizeirufs

DFF-Logo des Polizeirufs

Günter Beck ist eine fiktive Person aus der DFF- und ARD-Krimireihe Polizeiruf 110, die von Günter Naumann gespielt wurde.

## Hintergrund
Günter Naumann übernahm die Rolle des Hauptmann Beck 1988 und löste zunächst den Kreuzworträtselfall, der auf einer wahren Begebenheit basiert. Er ermittelte in weiteren vier Polizeiruf-Filmen, die vom Fernsehen der DDR bzw. vom Deutschen Fernsehfunk produziert wurden. Nach der Abwicklung des Senders verschwanden der Polizeiruf und auch Beck zunächst vom Bildschirm. Der MDR strahlte 1992 zunächst zwei noch vom DFF produzierte Filme mit den Kommissaren Ehrlicher und Kain als Filme der westdeutschen Reihe Tatort und nicht als Polizeiruf aus. Da aber unter anderem Mit dem Anruf kommt der Tod, ebenfalls eine Verfilmung einer wahren Begebenheit, in der Beck den Kommissar spielte, auch vom gesamtdeutschen Publikum gut aufgenommen und die Reihe Polizeiruf 110 als „erhaltenswert“ bezeichnet worden war, entschied man sich 1993 doch für eine Fortsetzung.
Der MDR griff unter anderem wieder auf Beck zurück, der nun im gesamten Einzugsgebiet des Senders (Sachsen, Sachsen-Anhalt und Thüringen) ermittelte. Günter Naumann spielte die Rolle zunächst bis 1995 in vier weiteren Filmen und musste anschließend krankheitsbedingt pausieren.
Er kehrte 1997 für einen letzten Fall in Der Tausch von Andreas Dresen zurück. Ursprünglich sollte noch ein Abschiedsfilm folgen, der jedoch nicht mehr gedreht wurde. Der MDR setzte die Reihe danach ausschließlich mit den Kommissaren Schmücke und Schneider (Jaecki Schwarz und Wolfgang Winkler) fort. Nach insgesamt 11 Fällen war er der letzte Ermittler aus DDR-Zeiten, der in den Ruhestand geschickt wurde.
Unter dem Namen Larsen spielte Naumann in der Serie SOKO Leipzig nochmals einen Kommissar, der an seinen Hauptmann Beck angelehnt war.
Der Name „Beck“ wurde durch den in der DDR sehr beliebten Roman über ein Verbrechen der schwedischen Autoren Maj Sjöwall und Per Wahlöö inspiriert, in dem der Kommissar Martin Beck heißt. Günter Beck erhielt auch einige Charakterzüge seines schwedischen Vorbildes.

## Figur
Günter Beck stammt aus Schlesien, und seine Eltern kamen bei einem Bombenangriff im Zweiten Weltkrieg ums Leben. Sie wurden in Lutherstadt Wittenberg beerdigt (Tod im Kraftwerk). Er ist zunächst Hauptmann der Volkspolizei und übernimmt die Leitung im „Kreuzworträtselfall“.  In den Zeiten der Wende in der DDR (Das Duell) distanziert er sich deutlich von den Methoden der Staatssicherheit und betont, immer Kriminalist gewesen zu sein. Im Zuge der Wiedervereinigung wurde er als Hauptkommissar in den Polizeidienst des vereinten Deutschland übernommen und ermittelte fortan in Sachsen, Sachsen-Anhalt und Thüringen.
Beck war mit Thea Beck (Annekathrin Bürger) verheiratet und hat einen Sohn Peter (Peter Donath) (Das Duell). Die Ehe zerbricht an den beruflichen Belastungen (Schwelbrand).

## Folgen
| Fall | Folge | Titel                       | Sender            | Erstausstr.   | Autor                           | Regie                 | Partner                                | Besonderheiten                                       |
| ---- | ----- | --------------------------- | ----------------- | ------------- | ------------------------------- | --------------------- | -------------------------------------- | ---------------------------------------------------- |
| 1    | 123   | Der Kreuzworträtselfall     | Fernsehen der DDR | 6. Nov. 1988  | Gabriele Gabriel                | Thomas Jacob          | Andreas Schmidt-Schaller als Lt. Grawe | Basierend auf einer wahren Begebenheit.              |
| 2    | 132   | Der Wahrheit verpflichtet   | Fernsehen der DDR | 1. Okt. 1989  | Ulrich Waldner                  | Hans-Joachim Kasprzik | Anne Kasprik als Lt. Ikser             |                                                      |
| 3    | 137   | Falscher Jasmin             | DFF               | 22. Apr. 1990 | Gert Möbius, Manfred Stelzer    | Manfred Stelzer       | Andreas Schmidt-Schaller als Lt. Grawe |                                                      |
| 4    | 143   | Das Duell                   | DFF               | 4. Nov. 1990  | Ulrich Frohriep                 | Thomas Jacob          |                                        |                                                      |
| 5    | 149   | Das Treibhaus               | DFF               | 17. Juli 1991 | Gabriele Kotte, Wolfgang Müller | Thomas Jacob          |                                        |                                                      |
| 6    | 151   | Mit dem Anruf kommt der Tod | DFF               | 1. Sep. 1991  | Thomas Jacob                    | Thomas Jacob          | Andreas Schmidt-Schaller als Lt. Grawe | Basierend auf einer wahren Begebenheit.              |
| 7    | 154   | und tot bist du             | MDR               | 13. Juni 1993 | Barbara Schön, Thomas Jacob     | Thomas Jacob          |                                        | Erster Polizeiruf, der von der ARD produziert wurde. |
| 8    | 155   | Tod im Kraftwerk            | MDR               | 8. Sep. 1993  | Uwe Petzold                     | Michael Knof          |                                        |                                                      |
| 9    | 171   | Schwelbrand                 | MDR               | 11. Juni 1995 | Michaela Bach, Jörg Schade      | Petra Haffter         | Til Schweiger als Martin Markwardt.    |                                                      |
| 10   | 172   | Bruder Lustig               | MDR               | 2. Juli 1995  | Friedemann Schreiter            | Thomas Jacob          |                                        |                                                      |
| 11   | 186   | Der Tausch                  | MDR               | 9. März 1997  | Hans-Ullrich Krause             | Andreas Dresen        |                                        |                                                      |